# LuckDuck
LuckDuck（ラックダック）とは、日本の2人組バンドである。ライブハウスでのLIVEをメインとし、ラジオのパーソナリティ・舞台演劇・京セラドーム大阪での国歌斉唱なども行っている。

## 概要
大阪で育ち「ミスチル好き」という2人により2006年結成されたグループ。当初はMr.ChiraRythm（ミスターチラリズム）という名前だった。2007年9月にチラリズムに変更するが、3ヶ月後に現在のLuckDuckとなり本格的に活動を開始する。
2009年6～11月には6ヶ月連続リリースのCD『feel so good』『新世界』『そんなストーリーがあればいい』『テノヒラ』『幸せの定]』『霜月二日の早とちり』が人気を集め、累計1000枚を記録。そして、2010年についに1st Mini Album『GOOD LUCK』をリリース。仕事も増え、京セラドーム大阪2010年9月のオリックスＸロッテ戦、2011年7月のオリックスＸソフトバンク戦、2012年7月のオリックスＸソフトバンク戦で国歌斉唱を務めたこともある。
また、テレビ番組のエンディングテーマにもLuckDuckの曲が多用され、2011年10～12月に関西テレビ『雨上がり食楽部』に「fine day」が、2012年1～3月に関西テレビ『モモコのOH!ソレ!みーよ!』『千原芸能社』に「Everything will be all right!!」が、2013年4月に日本テレビ『ザ・狩人』に「LOVE」が、関西テレビ『モモコのOH!ソレ!みーよ!』に「とりあえずグッバイ」が使用されている。
最近は地元大阪府箕面市から熱く支持され2012年7月に大阪府箕面市観光特命大使「J-POP大使」に任命されたり、タッキー81.6MHzみのおエフエム『オンガクノススメ』で金曜パーソナリティとして毎週生放送している。

## メンバー

### 北川達也
1985年7月15日大阪府豊中市出身、箕面市育ち。ピアノとサッカーを8年師事し、ガンバ大阪のトライアウトを受けるなどプロサッカー選手を目指していた。

中学校でもサッカーを続けたが1999年、北川が中学2年生のころ好きだった女子が『ギターが弾ける男子はかっこいい。』といったのを聞き、楽器屋でギターを購入する。そして中学の同級生とバンドを組みストリートLIVEをしたり、箕面の公民館を借りて自主LIVEを開催、100人近くを動員した。2001年にはYAMAHA主催の『VIVA ACOUSTICK』大阪大会で優勝、全国大会に出場した。

### 佐々木慎介
1982年6月8日宮崎県延岡市出身、大阪育ち。人見知りで引っ込み思案だったが小学5年の林間学習で注目を浴び目立つことに快感を憶え始める。高校生になった佐々木は2年になる直前の春に友人宅でエレキギターに興味を持ち翌日購入。そしてまた林間学習でステージに立つことになり友人とグループを組みレクリエーションのMVPを獲得。音楽を職業にしようと決める。

2001年にNHK『のど自慢』に出場し優勝、2002年3月にNHKホールでの『のど自慢チャンピオン大会』に優勝者の中から選ばれて出場。2003年にはNHK連続テレビ小説『てるてる家族』に川辺役として出演した。